# Уинтербёрн, Уолтер
Уолтер Уинтербёрн (англ. Walter Winterburn; около 1225, Солсбери, королевство Англия — 24 сентября 1305, Генуя, Генуэзская республика) — английский кардинал, поэт, философ, богослов и оратор, доминиканец. Кардинал-священник с титулом церкви Санта-Сабина с 19 февраля 1304 по 24 сентября 1305.

## Ранние годы, образование и священство
Родился Уолтер Уинтербёрн около 1225 года, в Солсбери, Англия. Его имя также указано как Готье, Гуальтеро, Гуальтериус, Годвино и Вальтеро, а его фамилия как Уинтерборн.
Поступил в орден проповедников (доминиканцев). Получил докторскую степень по теологии в Париже или Оксфорде.
Где, когда и кем был рукоположен в священники информация была не найдена.
Провинциал своего ордена в Англии с 1290 года по 1296 год. Близкий друг, духовник и духовный наставник английского короля Эдуарда I с 1298 года. Он сопровождал короля Англии в его шотландской кампании в 1300 году, чтобы свергнуть короля Брюса и получить корону этого королевства.

## Кардинал
Возведён в кардинала-священника с титулом церкви Санта-Сабина на консистории от 19 февраля 1304 года. Новость о возведении в сан достигла нового кардинала, когда он был в шотландской кампании, из Сент-Эндрюса 4 апреля 1304 года король написал Папе, поблагодарив его за возвышение своего исповедника, но сказал понтифику, что Уинтербёрн может оказывать свои услуги при дворе.
Только после смерти Папы 7 июля 1304 года монарх разрешил новому кардиналу отправиться в Италию для участия в Конклаве. Он вошёл в Папскую курию в Риме 29 ноября 1304 года. Принимал участие в Конклаве 1304—1305 годов, который избрал Папу Климента V.
Кардинал Уинтербёрн был отправлен во Францию вместе с кардиналом доминиканцем Никколо Альберти, с миссией по изучению доктрины францисканца Пьерджованни Оливи, которая вызывала большие волнения в своём ордене и отправился участвовать в коронации Папы в Лионе, он умер в Генуе, находясь на пути во Францию.
Он был поэтом и автором многочисленных работ по схоластическому богословию. В его эпитафии отмечалось, что часы его молитвы никогда не сокращались при выполнении всех его обязанностей в качестве священника, учёного и кардинала.
Скончался кардинал Уолтер Уинтербёрн 24 сентября 1305 года, в Генуи. Похоронен в церкви доминиканцев в Генуе, позднее его останки были перевезены в Лондон и похоронены в Блэкфрайерс.